# Victor Hotăran
Victor Hotăran (n. secolul al XIX-lea, Șiria, comitatul Arad, Regatul Ungariei – d. secolul al XX-lea, Arad) a fost avocat și deputat în Marea Adunare Națională de la Alba Iulia, organismul legislativ reprezentativ al „tuturor românilor din Transilvania, Banat și Țara Ungurească”, cel care a adoptat hotărârea privind Unirea Transilvaniei cu România, la 1 decembrie 1918.

## Biografie
Victor Hotăran a studiat la Facultatea de Drept, profesând ca avocat în Arad. De asemenea, a fost și referent de legătură în cadrul Comandei supreme a Gărzilor Naționale Române din Arad.

## Activitate politică

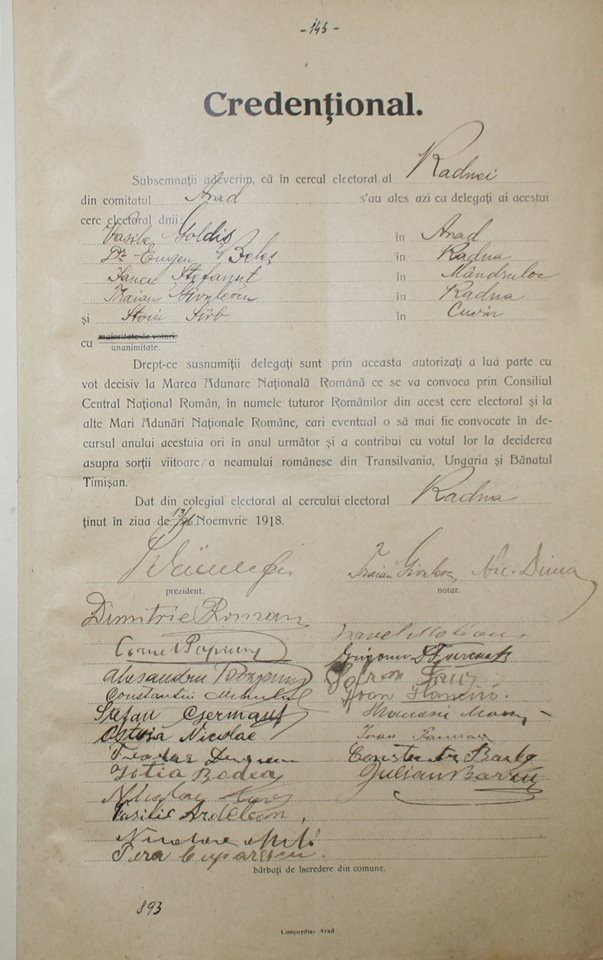
Credențional

A participat la Adunarea Națională din 1 decembrie 1918 ca deputat al Gărzilor Naționale Române din Ungaria și Transilvania.